# Hochbrücke Hochdonn

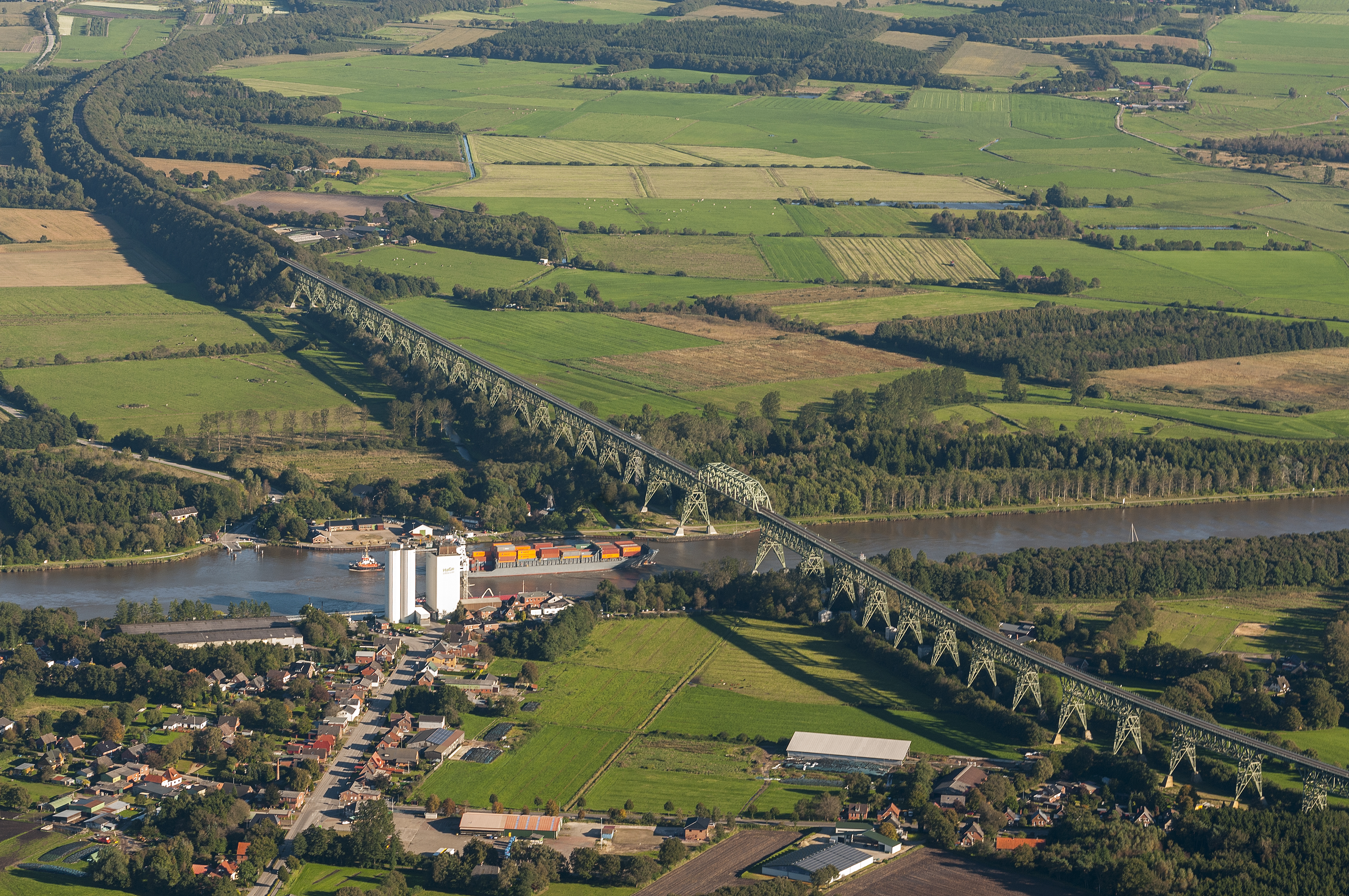
Die Eisenbahnhochbrücke Hochdonn (im Jahr 2013) …

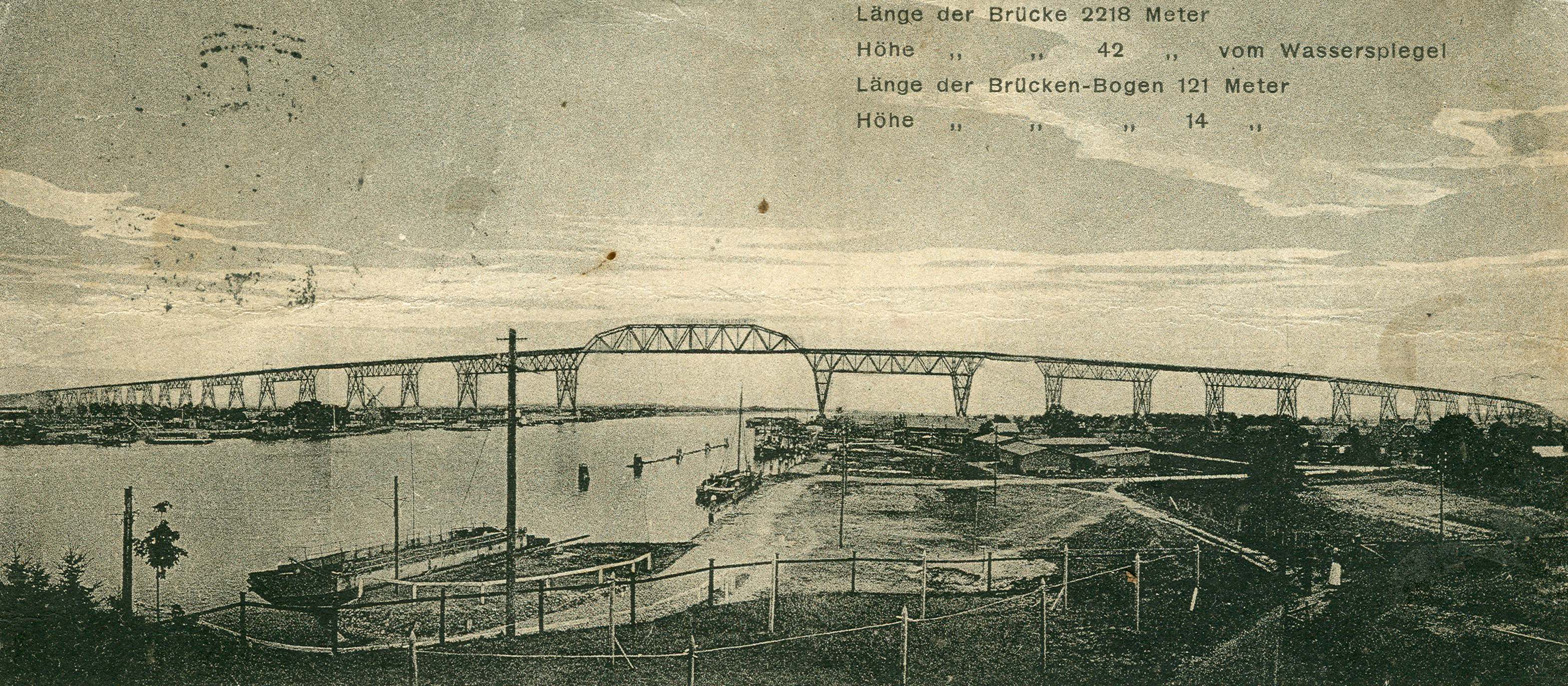
… wurde 1914–1919 von der Union AG und Louis Eilers Stahlbau erbaut.

Die Hochbrücke Hochdonn ist eine zweigleisige Eisenbahnbrücke der Marschbahn über den Nord-Ostsee-Kanal bei der Gemeinde Hochdonn in Schleswig-Holstein. Gebaut wurde die Hochbrücke von 1913 bis 1920 als Ersatz für eine Drehbrücke, die ungefähr 12 km weiter südwestlich (Koordinaten: 53° 55′ 32,2″ N, 9° 12′ 4,4″ O) am alten Streckenverlauf bei Taterpfahl den Kanal querte.

## Geschichte
Der Bau der Eisenbahnhochbrücke Hochdonn erfolgte als Ersatzbau für die an dieser Stelle ursprünglich beim Bau des Nord-Ostsee-Kanals errichtete Drehbrücke. Im Zug der Kanalverbreiterung erfolgte der Rückbau der Drehbrücke und 1913 begann der aufwändige Bau der neuen Brückenanlage, die neben der eigentlichen Brückenkonstruktion auf beiden Seiten des Kanals jeweils die Errichtung einer mehrere Kilometer langen Rampe erforderte. Die Inbetriebnahme der Hochbrücke erfolgte schließlich 1920. Nun war es erstmals möglich, den Schienenverkehr zweigleisig durchgehend und unabhängig vom Schiffsverkehr zu betreiben.
Bei zwei Havarien – im Jahr 1978 durch das DDR-Schwergutschiff „Karl Marx“ und im Jahr 1993 durch den malaiischen Frachter „Kanok Narre´“ – wurde die Brücke beschädigt.
Nachdem bei den laufenden Überprüfungen und Wartungsarbeiten ein erheblicher Sanierungsbedarf festgestellt worden war (Korrosion, defekte Nieten), der eine verminderte maximale Fahrtgeschwindigkeit der Züge von nur noch 40 km/h mit sich brachte, entschied man sich für eine umfassende, mehrere Jahre andauernde Sanierung. In diesem Zuge wurde der Brückenteil direkt über dem Kanal – der sogenannte Schwebeträger – vollständig erneuert. Die Arbeiten wurden von der Firma Eiffage ausgeführt. Zunächst wurde dazu an Land ein komplett neuer Schwebeträger in Fachwerkbauweise aus Stahl in weniger als einem Jahr gebaut. Zum Ausbau des alten Schwebeträgers standen nur 12 Stunden Zeit am 6. November 2006 zur Verfügung, während der der Schiffsverkehr gesperrt wurde. Dazu wurden beiderseits Hubportale an der Brücke montiert und der alte Schwebeträger daran verankert, bevor dieser mit Schneidbrennern von der Brückenkonstruktion abgetrennt wurde. Das alte Brückensegment wurde dann auf einen Ponton abgelassen und abtransportiert. Im Rahmen einer weiteren 12-stündigen Sperrung des Schiffsverkehrs wurde am 8. November 2006 der neue Mittelträger eingehängt. Dafür wurde dieser mit Schwerlastfahrzeugen auf einen Ponton verladen und unter die Brücke gefahren. Mittels der beiden Hubportale wurde der neue Schwebeträger hinaufgezogen und eingehängt, was technisch besonders schwierig war. Im Nachgang erfolgten die weiteren Sanierungsmaßnahmen einschließlich der Austausch von Gleisen. Erst 2008 wurden die Arbeiten abgeschlossen. Seitdem ist wieder ein zweigleisiger Bahnverkehr mit maximal 80 km/h möglich, wobei das maximale Gewicht der Züge 750 Tonnen betragen darf.

## Daten
Die lichte Durchfahrtshöhe für Schiffe beträgt wie bei allen Hochbrücken des Kanals 42 m. Die größte Höhe ist 56,38 m, sie ist in den Randbereichen die niedrigste der Kanalbrücken des Nord-Ostsee-Kanals. Die Zufahrtrampen befinden sich größtenteils auf der höherliegenden Geest.
Die Stahlfachwerkbrücke besitzt eine Gesamtlänge von 2.218 m und ist damit die viertlängste Eisenbahnbrücke in Deutschland. Sie hat bei der größten Brückenöffnung über dem Kanal einen Achsabstand bei den beiden kanalseitigen Pfeilern, den Eilersböcken, von 143,1 m. Das Brückenelement über dem Kanal wird als Schwebeträger bezeichnet. Der Schwebeträger hat eine Länge von 121,03 m. Das Stahlgewicht der Gesamtkonstruktion beträgt 14.745 t.
Entworfen wurde die Brücke vom damaligen Leiter des Brückenbauamtes des Kaiser-Wilhelm-Kanals, dem Bauingenieur Friedrich Voß. Er war auch verantwortlich für die Konstruktion der Prinz-Heinrich-Brücke in Kiel-Holtenau (abgerissen 1992) sowie der Eisenbahnhochbrücke Rendsburg.

## Fäkalienbelastung
Ab 1992 erlangte die Hochdonner Brücke überregionale Bekanntheit durch den „Fäkalienprozess“, in dem schließlich 1995 das Oberlandesgericht Schleswig der Klage eines Hausbesitzers recht gab, der ein Ende der Fäkalienemission aus den damals noch offenen Plumpsklos der Eisenbahnwaggons verlangte, die von der Hochbrücke regelmäßig auf sein Grundstück herniederging. Die Deutsche Bahn wurde dazu verurteilt, binnen fünf Jahren nur noch Züge mit geschlossenen Toilettensystemen auf der Hochbrücke einzusetzen. Nachdem dies bis zum Jahr 2000 noch nicht vollständig möglich war, wurde vorübergehend den Reisenden die Toilettenbenutzung auf der Brücke per Durchsage untersagt.

## Zukunft
Im Zusammenhang mit der besseren Anbindung der Kreisstadt Heide im Güterverkehr aufgrund des geplanten Baus der Batteriefabrik Northvolt sowie einer geplanten Elektrifizierung der Marschbahn gibt es Überlegungen für eine Umfahrung der Brücke auf Alternativstrecken (nur für den Güterverkehr des Batteriewerkes) oder einen Ersatzneubau. Hintergrund ist, dass die aktuelle Brücke nur für Güterzüge bis 995 Tonnen Gesamtzuggewicht ausgelegt ist, die Batteriefabrik möchte jedoch Züge mit bis zum 2.750 Tonnen einsetzen für den An- und Abtransport von Waren. Eine entsprechende Machbarkeitsstudie wurde Ende Oktober 2024 in Auftrag gegeben.

## Trivia
Das Amt Burg-Sankt Michaelisdonn führt in seinem Wappen ein stilisiertes silbernes Bild der Eisenbahnhochbrücke Hochdonn. Die Gemeinde Hochdonn bildet das Bauwerk in ähnlicher Weise ab.
Auf der Nordseite steht unmittelbar unterhalb der Brücke die Windmühle Aurora. Die bei der Überfahrt einsehbare Mühle wird vom Amt Burg-Sankt Michaelisdonn als Hochzeitsmühle genutzt.